# Manus maritalis
La Manus maritalis era la potestà particolare riconosciuta al pater familias su di una mulier di provenienza estranea alla famiglia che veniva a trovarsi nella posizione di filia, o di neptis qualora il marito fosse ancora soggetto alla potestà del pater.
La manus maritalis caratterizzava il cosiddetto matrimonium cum manu, i suoi fatti costitutivi erano:
- la confarreatio, cerimonia religiosa nella quale i due futuri sposi alla presenza del sacerdote di Giove spezzavano il pane farreo, simbolo dell'inizio della vita in comune;
- la coemptio, cioè l'atto con il quale la futura moglie si emancipava dal padre e si assoggettava al futuro marito;
- l'usus, l'uomo acquistava la manus maritalis sulla donna in virtù della coabitazione protratta per più di un anno.